# 妙永寺 (熊本市)
妙永寺（みょうえいじ）は、熊本県熊本市中央区横手一丁目にある日蓮宗の寺院。山号は寿福山。旧本山は熊本本妙寺、親師法縁。

## 歴史
慶長7年（1602年）、熊本藩主の加藤清正が慶長5年（1600年）に亡くなった母・伊都（聖林院殿天室日光大尊尼）を開基として、三回忌に菩提供養のため発星院日真を開山に創建した。その後寺中三ヶ寺として本覺寺・覺圓寺・實成寺が建立された。平成28年（2016年）の熊本地震にて被害を受けた。

## 歴代
- 発星院日真（開山）

## 境内
- 本堂 - 熊本地震では大規模損壊の判定を受けた。

## 高麗門日蓮宗八ヶ寺
妙永寺は、高麗門日蓮宗八ヶ寺（熊本市中央区横手）の一つ。このほかに以下の七寺がある。
- 本覚寺　発星院日真を開山に創建される。川尻殿（本學院、加藤忠正生母）の菩提寺で六角堂観音として知られる。山号は東光山。
- 覚円寺　寛永3年（1626年）加藤忠広が母の菩提供養のため建立したという。開山は仙林院日善。山号は萬福山。
- 実成寺　慶長元年（1596年）南正院日助の開山で創建された。開基は古橋徳寿左衛門（加藤清正の叔父、実成院壽徳日慶居士）。山号は長久山で実成院廟所と呼ばれる。
- 正立寺　寛文2年（1662年）常照院日禅の開山で池上本門寺の九州弘教の拠点として創建された。山号は久成山で別名子安鬼子母神として知られる。
- 長国寺　慶長11年（1606年）南正院日助を開山に創建された。細川家の祈祷寺で山号は安住山。
- 瑞光寺　万治2年（1659年）感應院日如を開山に創建された。山号は正東山。
- 妙立寺　天正2年（1574年）顕応院日祐を開山に豊前小倉に建立された。寛文3年（1663年）現在地に移転したという。山号は光徳山。

## 関連資料
- 下田一喜編 『加藤清正公母堂聖林院殿』妙永寺（1924年）
- 熊本市歴史研究会編『清正公の母』熊本市歴史研究会（1928年）